# Erebia anyuica
Espèce
Erebia anyuica est une espèce de lépidoptères de la sous-famille des Satyrinae (famille des Nymphalidae).

## Description
Erebia anyuica est un papillon marron foncé de taille moyenne (d'une envergure de 31 à 42 mm) avec aux antérieures une large bordure cuivrée qui contient une ligne submarginale de taches noires pupillées ou non d'un petit point noir. L'aile postérieure marron foncé porte une bordure cuivre plus étroite qui porte des taches noires non pupillées.
Le revers est semblable,.

### Chenille
La chenille n'est pas connue.

## Liste des sous-espèces
Selon FUNET Tree of Life (5 août 2024) :
- Erebia anyuica anyuica Kurentzov, 1966
- Erebia anyuica argentea Churkin, 2003
- Erebia anyuica occultoides Korb, 2003

## Biologie

### Période de vol et hivernation
Il vole en une génération de mi-juin à fin juillet.

### Plantes hôtes
Les plantes hôtes des chenilles sont pas connues.

## Écologie et répartition
Il réside en zone arctique de la Sibérie jusqu'au nord-est de la Yakoutie et de l'Amérique du Nord dans le nord de l'Alaska et du Yukon jusqu'aux Territoires du Nord-Ouest,.

### Biotope
Il réside dans les zones d'éboulis.

### Protection
Pas de statut de protection particulier connu.

## Classification
Le nom valide complet (avec auteur) de ce taxon est Erebia anyuica Kurentzov (d), 1966.
Erebia anyuica porte le nom vernaculaire de Scree Alpine en anglais.